# Turybiusz Romo González
Turybiusz Romo González, (hiszp.) Toribio Romo González (ur. 16 kwietnia 1900 w Santa Ana de Guadalupe, zm. 25 lutego 1928 w Tequila) – święty Kościoła katolickiego, działający na terenie diecezji guadalajarskiej prezbiter, ofiara prześladowań antykatolickich zapoczątkowanych w okresie rewolucji meksykańskiej, męczennik.

## Życiorys
Był synem Patricio Romo Péreza i Juany González Tomo. Studia w seminarium duchownym „San Juan de Lagos” w Guadalajarze rozpoczął w wieku dwudziestu lat. W 1922 r., za sprawą swojego zaangażowania społecznego w działalność Akcji Katolickiej i postępów w nauce otrzymał dyspensę od zachowania minimalnego wieku i biskup Francisco Orozco y Jiménez udzielił mu święceń kapłańskich. Ze względu na zaangażowanie w posługę duszpasterską stał się obiektem prześladowań ze strony antyklerykalnej władzy, przez co zmuszony był do częstych zmian miejsca pracy. Apostolat realizował poprzez Krucjatę Eucharystyczną, propagowanie Eucharystii i przygotowując dzieci do Pierwszej Komunii Świętej. W czasie gdy nasiliły się prześladowania katolików po opublikowaniu w 1926 r. dekretu rządu E. Callesa nakazującego księżom opuszczenie parafii i przeniesienie do miast, udzielał sakramentów i odprawiał msze w domach prywatnych i z narażeniem życia zakładał tajne punkty katechetyczne. Rządowy oddział wojska znalazł Turybiusza Romo Gonzáleza, gdy spał i natychmiast został rozstrzelany.
Ciało wikariusza parafii Tequila zostało przeniesione przez mieszkańców na miejscowy cmentarz i z czcią pochowane.
Atrybutem świętego męczennika jest palma.

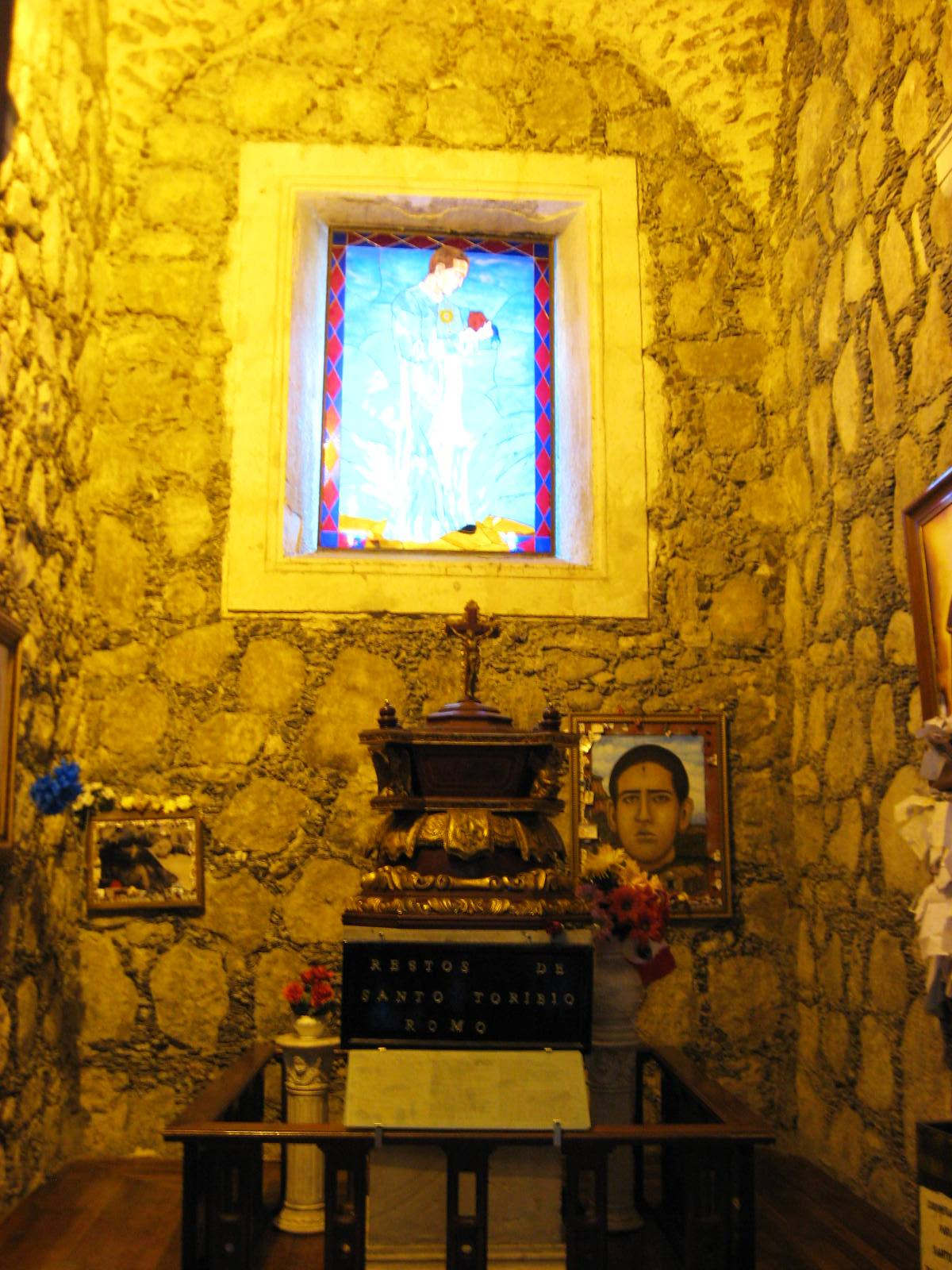
Relikwiarz w kaplicy ks. Toribio.

Translacji dokonano w dwadzieścia lat po śmierci Turybiusza Romo Gonzáleza do świątyni w parafii Jalostotitlán. Miejsce spoczynku relikwii jest szczególnym miejscem kultu świętego.
Śmierć Turybiusza Romo Gonzáleza była wynikiem nienawiści do wiary (łac.) odium fidei, a przestępstwem posługa kapłańska. Po zakończeniu procesu informacyjnego na etapie lokalnej diecezji, który toczył się w latach 1933–1988 w odniesieniu do męczenników okresu prześladowań Kościoła katolickiego w Meksyku, został beatyfikowany 22 listopada 1992 roku w watykańskiej bazylice św. Piotra, a jego kanonizacja na placu Świętego Piotra, w grupie Krzysztofa Magallanesa Jary i 24 towarzyszy, odbyła się 21 maja 2000 roku. Wyniesienia na ołtarze Kościoła katolickiego dokonał papież Jan Paweł II.
Wspomnienie liturgiczne obchodzone jest w dies natalis (25 lutego).